# Sude

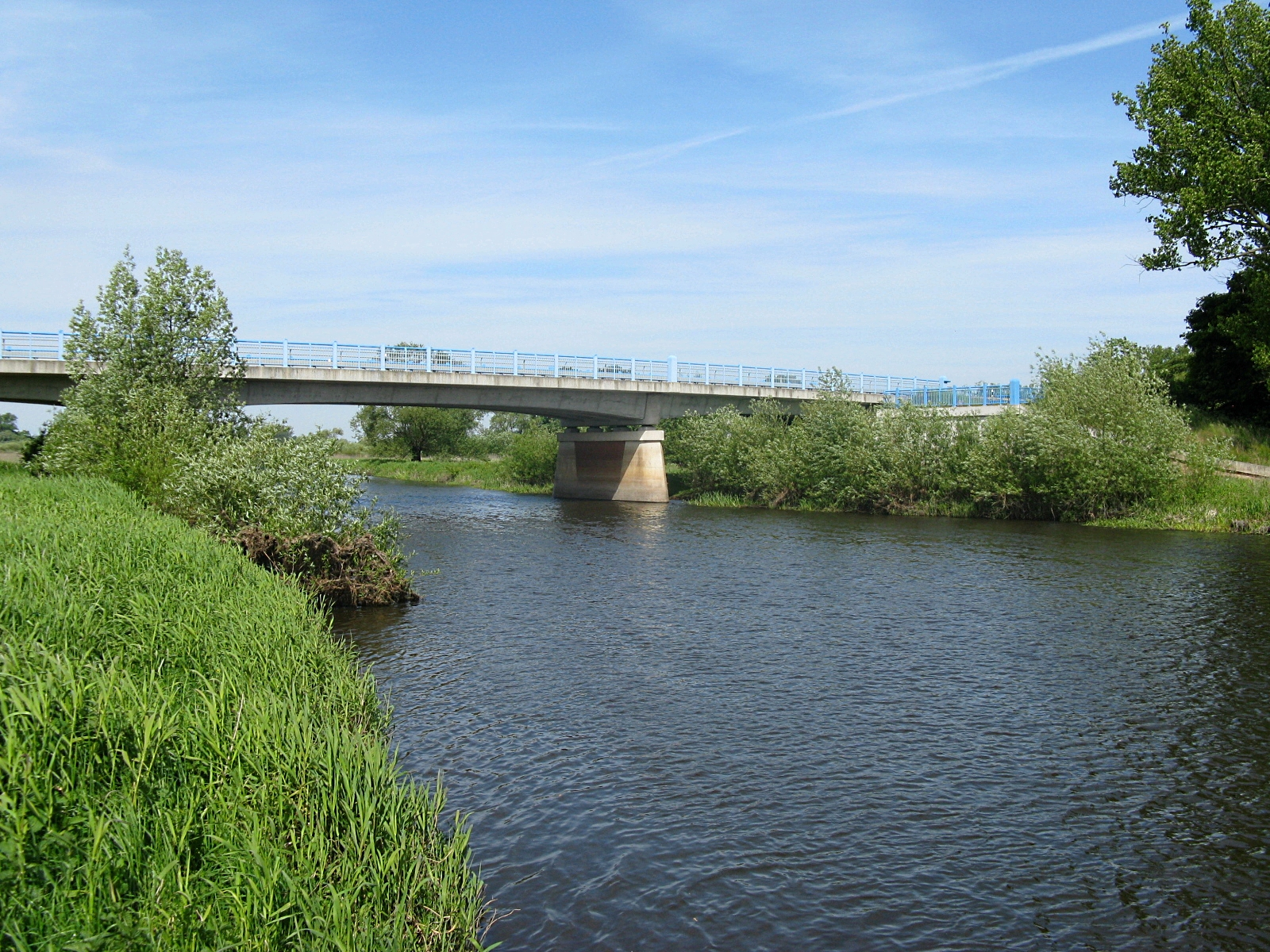
Rzeka Sude

Sude – rzeka w Niemczech, mająca długość 85 kilometrów, dopływ Łaby.
Sude obfituje w ryby (głównie szczupaki). Źródło rzeki znajduje się w Boizenburgu.